# Cuộc di cư Da Trắng

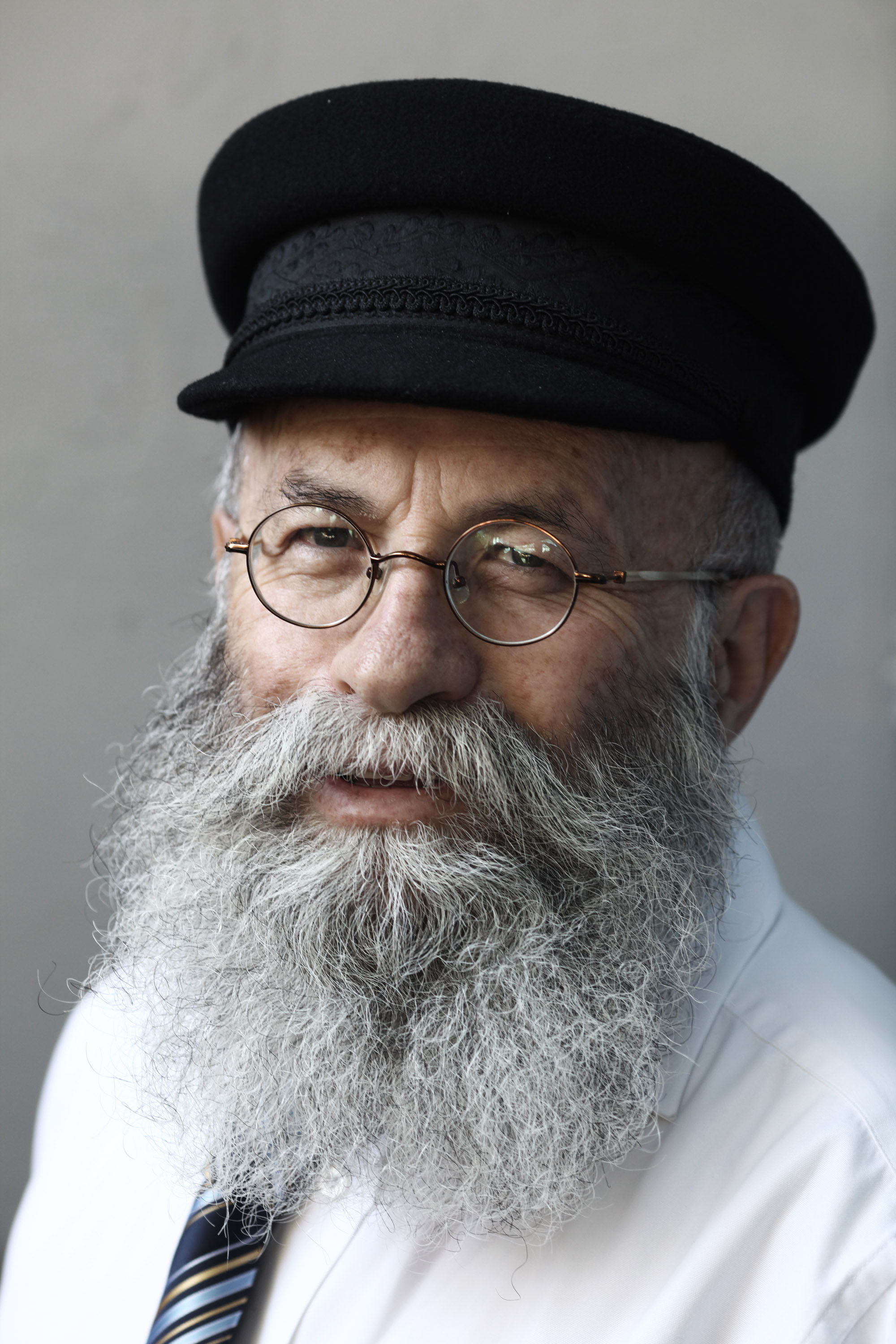
Một ông bác da trắng, có râu quai nón, mũi cao, mắt sâu, mắt hai mí là đặc trưng của người da trắng lớn tuổi

Cuộc di cư Da Trắng tiếng Anh là White flight là một thuật ngữ có nguồn gốc từ nước Mỹ, thuật ngữ Cuộc di cư Da Trắng bắt đầu từ thế kỷ 20, thuật ngữ này nhằm ám chỉ các cuộc di cư lớn của những người có nguồn gốc tổ tiên dòng máu huyết thống Châu Âu từ khu vực đô thị đa chủng tộc đến các vùng ngoại ô đồng nhất về chủng tộc hay đơn chủng tộc. Thuật ngữ này gần đây áp dụng cho các cuộc di cư khác của người da trắng, từ vùng ngoại ô nội trú cũ đến vùng nông thôn, cũng như từ vùng Đông Bắc và Trung Tây Hoa Kỳ tới khí hậu ôn hoà ở Đông Nam và Tây Nam. Thuật ngữ này cũng được sử dụng cho việc di cư sau thời thuộc địa ở quy mô lớn của người da trắng từ Châu Phi, hoặc các phần của lục địa Phi Châu, do các cấp độ tội ác bạo lực và các chính sách của quốc gia chống thực dân.
Di cư của tầng lớp trung lưu da trắng đã được quan sát trong những năm 1950 và 1960 ở các thành phố như Cleveland, Detroit, Kansas City và Oakland, mặc dù sự phân biệt chủng tộc của các trường công đã chấm dứt ở đó rất lâu trước khi quyết định của Tòa án tối cao Hoa Kỳ Brown v. Board of Education năm 1954. Trong những năm 1970, những nỗ lực để đạt được sự chống tách biệt chủng tộc có hiệu quả bằng các phương tiện vận chuyển bắt buộc ở một số khu vực đã dẫn đến việc nhiều gia đình di chuyển ra khỏi các khu vực cũ.
Nhìn chung, một số sử gia cho rằng Cuộc di cư Da Trắng đã xảy ra để đáp ứng với áp lực dân số, cả từ sự di cư lớn của người Da Đen từ vùng nông thôn phía Nam đến các thành phố phía Bắc trong Cuộc đại di cư và làn sóng di cư mới từ miền Nam và Đông Âu.

## Hoa Kỳ
Tại Hoa Kỳ trong những năm 1940, lần đầu tiên sự tương tác mạnh mẽ giữa các luật về phân biệt chủng tộc và sự khác biệt giữa các chủng tộc về mặt tình hình kinh tế xã hội đã cho phép các gia đình da trắng bỏ rơi các thành phố nội đô để ủng hộ cuộc sống ngoại ô. Kết quả là sự phân rã đô thị trầm trọng, vào những năm 1960, đã dẫn đến sự sụp đổ "ghettos". Dữ liệu nhà nước trong cuộc tổng điều tra năm 1950 của Mĩ, một mô hình di dân về số lượng người da trắng di cư từ các thành phố này sang các cộng đồng ngoại ô khác không dễ bị coi là một giai thoại đơn giản. Do dân số đô thị Mỹ vẫn đang phát triển, sự giảm tương đối trong một số chủng tộc hay dân tộc đã nảy sinh những bằng chứng khoa học để làm hài lòng các nhà hoạch định chính sách. Về bản chất, dữ liệu thay đổi dân số đô thị đã không được tách ra thành những gì bây giờ đã được xác định một cách thân thiện là "các thành phần". Bộ dữ liệu đầu tiên có khả năng chứng minh "Cuộc di cư Da Trắng" là cuộc điều tra dân số năm 1950. Tuy nhiên, việc xử lý ban đầu của dữ liệu này đối với các máy xếp loại theo kiểu cổ xưa của Cục điều tra dân số Hoa Kỳ đã không đạt được bất cứ mức độ thống kê nào được chấp nhận. Nó được xử lý lại nghiêm ngặt các dữ liệu thô trên một UNIVAC I do Donald J. Bogue thuộc tổ chức Scripps và Emerson Seim của Đại học Chicago thiết kế khoa học tạo ra Cuộc di cư Da Trắng.
Chuyện ấy không chỉ đơn giản là một công cụ tính toán mạnh hơn mà là tính thực tế của Cuộc di cư Da Trắng vượt ra ngoài một trở ngại cao về chứng minh dường như là cần thiết cho các nhà hoạch định chính sách để xem xét hành động. Cũng có công cụ là các phương pháp thống kê mới được phát triển bởi Emerson Seim để giải quyết các phản tác dụng giả mạo đã xảy ra khi nhiều thành phố phản ứng với sự ra đi hàng loạt cơ sở thuế giàu có hơn bằng cách sáp nhập. Nói cách khác, các thành phố trung tâm đã mang lại các vùng ngoại ô mới, như vậy các gia đình đã rời khỏi các thành phố nội thành thậm chí không được tính là đã di cư từ các thành phố.
Trong thế kỷ 20 sau đó, ngành công nghiệp đã dẫn đến sự mất mát lớn lao về việc làm, để lại những người lao động thuộc tầng lớp trung lưu nghèo đói, với một số không thể di chuyển và tìm kiếm việc làm ở nơi khác. Giá bất động sản thường rơi vào các lĩnh vực xói mòn kinh tế, cho phép những người có thu nhập thấp hơn thiết lập nhà ở trong những khu vực như vậy. Từ những năm 1960 và thay đổi luật nhập cư, Hoa Kỳ đã nhận di dân từ Mexico, Trung Mỹ và Nam Mỹ, Châu Á và Châu Phi. Nhập cư đã làm thay đổi nhân khẩu học của cả thành phố và vùng ngoại ô, và Hoa Kỳ đã trở thành một quốc gia rộng lớn ở ngoại thành, với vùng ngoại thành trở nên đa dạng hơn. Ngoài ra, người thiểu số Latinh, nhóm sắc tộc thiểu số đang phát triển mạnh mẽ nhanh nhất ở Hoa Kỳ, bắt đầu di chuyển khỏi các thành phố nhập cảnh truyền thống và các thành phố ở miền Tây Nam, như Phoenix và Tucson. Năm 2006, số người Latinh gia tăng đã khiến người da trắng trở thành một dân tộc thiểu số ở một số thành phố phương Tây.

## Châu Âu

### Ireland
Một báo cáo của chính phủ năm 2007 cho biết rằng người nhập cư ở Dublin đã gây ra những chuyến di cư Da Trắng "kịch tính" từ các trường tiểu học trong một khu vực nghiên cứu (Dublin 15). 27% cư dân sinh ra ở nước ngoài. Bản báo cáo nói rằng Dublin đang mạo hiểm tạo ra các Banlieue nơi dân nhập cư thống trị, vùng ngoại ô của một thành phố, tương tự như các khu vực ở Pháp. Những người nhập cư trong khu vực bao gồm người Đông Âu (như Ba Lan), người Á Đông và người châu Phi (chủ yếu là những người tị nạn chính trị từ Nigeria)

### Na Uy
Chuyến di cư Da Trắng ở Na Uy đã tăng lên vào những năm 1970 với sự nhập cư của người không thuộc sắc tộc Scandinavia (theo thứ tự, bắt đầu với số lớn nhất): Ba Lan, Pakistan, Iraq, Somalia, Việt Nam, Ba Tư, Thổ Nhĩ Kỳ, Bosnia và Herzegovina, Nga, Sri Lanka, Philippines, Nam Tư cũ, Thái Lan, Afghanistan và Litva. Vào tháng 6 năm 2009, hơn 40% trường học ở Oslo có đa số di dân, trong đó một số trường có tỷ lệ nhập cư là 97%. Các trường học ở Oslo đang ngày càng chia rẽ theo chủng tộc. Ví dụ, ở thung lũng Groruddalen (Grorud), tứ khu phố hiện có dân số khoảng 165.000 người, dân số Na Uy của người Na Uy giảm xuống 1.500 trong năm 2008, trong khi dân số nhập cư tăng 1.600. Trong mười ba năm, tổng cộng 18.000 người dân tộc Na Uy đã rời khỏi khu vực.
Vào tháng 1 năm 2010, một tin tức từ Dagsrevyen thuộc Tổng công ty Phát thanh truyền hình Na Uy cho biết, "Oslo đã trở thành một thành phố chia rẽ về chủng tộc. Ở một số quận của thành phố, sự phân biệt chủng tộc đã bắt đầu ở trường mẫu giáo". Các phóng viên nói, "Trong những năm qua, các trường học màu nâu đã trở nên nâu đậm hơn, và các trường trắng ngày càng trắng hơn", một tuyên bố gây ra một số tranh cãi nhỏ.

## Châu Đại Dương

### Úc
Tại Sydney, các vùng ngoại ô nghèo thu hút dân di cư ở khu vực Greater Western Sydney, cách xa thành phố và bến cảng. Những khu vực phổ biến với người di cư châu Âu và châu Á đã trải qua Cuộc di cư Da Trắng, với sự tập trung của người Anglo-Celtic ở một số khu vực, như Penrith ở phía tây xa Sydney, Sutherland Shire và khu vực Gosford-Wyong của Duyên hải miền Trung, Phía bắc Sydney. Các vùng ngoại ô này chủ yếu là người Úc gốc Âu.
Theo Hội đồng Hiệu trưởng Trung học New South Wales và Trường Đại học Western Sydney, các trường công trong tiểu bang đó đã trải qua những Cuộc di cư Da Trắng di chuyển tới các trường học tư nhân và các trường học Công giáo tại bất cứ nơi nào khi có sự hiện diện lớn của học sinh Thổ dân và học sinh Trung Đông.